# Abdulsalami Abubakar
Pour les articles homonymes, voir Abubakar.
Abdulsalami Abubakar (né le 13 juin 1942) est un général et homme d'État nigérian.
Il est à la tête de son pays du 8 juin 1998 au 29 mai 1999. Succédant au dictateur Sani Abacha, le général Abdulsalami Abubakar s'engage à remettre le pouvoir en 1999 à un régime démocratiquement élu. Il tient ses engagements et rend le pouvoir aux civils après l'élection présidentielle de 1999, qui voit la victoire d'Olusegun Obasanjo.

## Jeunes années et carrière militaire
Abdulsalami Alhaji Abubakar est né le 13 juin 1942 à Minna, dans l'État de Niger. Il a étudié dans l'école primaire de cette ville, puis à l'école secondaire de Bida et finalement à l'Institut technique de Kaduna. Il a ensuite rejoint l'armée. Abubakar a conduit le contingent nigérian de la Force Intérimaire des Nations unies au Liban (FINUL), obtenant alors le titre de chef d'état-major de la Défense. Avec sa femme, dénommée Fati, ils ont six enfants, dont Amina Abubakar Bello, première dame de l'Etat du Niger.